# Fabrizio Savelli
Fabrizio Savelli (Ravenna, 14 giugno 1607 – Roma, 26 febbraio 1659) è stato un cardinale italiano della Chiesa cattolica, nominato da papa Innocenzo X, nel 1647.

## Biografia

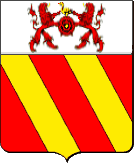
Stemma famiglia Savelli

Fabrizio, nacque a Ravenna nel 1607, da Paolo e da Caterina Savelli, in seno alla nobile e antica famiglia dei Savelli, dal ramo degli Ariccia. La sua carriera ecclesiastica inizia, quando suo zio, il cardinale Giulio Savelli, lo nomina abate commendatario dell'abbazia di San Paolo di Albano. Sempre lo zio, a partire dall'agosto del 1640, lo consigliò a Urbano VIII, per nominarlo come suo successore a Salerno: dopo varie ritrattazioni, il cardinale Giulio ebbe in cambio 2000 ducati annui di pensioni varie. Il 15 settembre 1642, Fabrizio fu creato arcivescovo di Salerno, con dispensa per non essere ancora presbitero.
Come nuovo arcivescovo, s'impose subito per far rispettare le decisioni del Concilio di Trento, spingendo i presbiteri a incrementare il catechismo e gli insegnamenti cattolici, condannò la stregoneria, l'astrologia e la divinazione.
Fu nominato cardinale il 7 ottobre del 1647 da papa Innocenzo X col titolo della Sant'Agostino.
Fu legato a Bologna, Ferrara e Ravenna.
Morì il 26 febbraio 1659. Fu sepolto nella cappella di famiglia, dedicata a San Francesco,  nella Basilica di Santa Maria in Aracoeli a Roma.

## Genealogia episcopale
La genealogia episcopale è:
- Cardinale Guillaume d'Estouteville, O.S.B.Clun.
- Papa Sisto IV
- Papa Giulio II
- Cardinale Raffaele Sansone Riario
- Papa Leone X
- Papa Paolo III
- Cardinale Francesco Pisani
- Cardinale Alfonso Gesualdo di Conza
- Papa Clemente VIII
- Cardinale Pietro Aldobrandini
- Cardinale Laudivio Zacchia
- Cardinale Antonio Barberini, O.F.M.Cap.
- Cardinale Alessandro Cesarini
- Cardinale Fabrizio Savelli

## Albero genealogico
|                                              |                                       |                                              | Genitori                             |  |  | Nonni |  |  | Bisnonni                                        |  |  | Trisnonni                             |  |
|                                              |                                       |                                              |                                      |  |  |       |  |  | Giovanni Battista Savelli, signore di Palombara |  |  | Giacomo Savelli, signore di Palombara |  |
|                                              |                                       |                                              |                                      |  |  |       |  |  | Giovanni Battista Savelli, signore di Palombara |  |  | Giacomo Savelli, signore di Palombara |  |
|                                              |                                       | Camilla Farnese                              |                                      |  |  |       |  |  | Giovanni Battista Savelli, signore di Palombara |  |  |                                       |  |
| Bernardino Savelli, I duca di Castelgandolfo |                                       |                                              |                                      |  |  |       |  |  | Giovanni Battista Savelli, signore di Palombara |  |  |                                       |  |
|                                              |                                       | Costanza Bentivoglio                         | Ermes Bentivoglio                    |  |  |       |  |  |                                                 |  |  |                                       |  |
|                                              |                                       | Costanza Bentivoglio                         | Ermes Bentivoglio                    |  |  |       |  |  |                                                 |  |  |                                       |  |
|                                              |                                       | Costanza Bentivoglio                         | Jacopa Orsini                        |  |  |       |  |  |                                                 |  |  |                                       |  |
| Paolo Savelli, I principe di Albano          |                                       | Costanza Bentivoglio                         |                                      |  |  |       |  |  |                                                 |  |  |                                       |  |
|                                              |                                       | Flaminio dell'Anguillara, signore di Stabbia | Giovanni Battista dell'Anguillara    |  |  |       |  |  |                                                 |  |  |                                       |  |
|                                              |                                       | Flaminio dell'Anguillara, signore di Stabbia | Giovanni Battista dell'Anguillara    |  |  |       |  |  |                                                 |  |  |                                       |  |
|                                              |                                       | Flaminio dell'Anguillara, signore di Stabbia | Lucrezia Orsini                      |  |  |       |  |  |                                                 |  |  |                                       |  |
| Lucrezia dell'Anguillara                     |                                       | Flaminio dell'Anguillara, signore di Stabbia |                                      |  |  |       |  |  |                                                 |  |  |                                       |  |
|                                              |                                       | Maddalena Strozzi                            | Filippo Strozzi il Giovane           |  |  |       |  |  |                                                 |  |  |                                       |  |
|                                              |                                       | Maddalena Strozzi                            | Filippo Strozzi il Giovane           |  |  |       |  |  |                                                 |  |  |                                       |  |
|                                              |                                       | Maddalena Strozzi                            | Clarice de' Medici                   |  |  |       |  |  |                                                 |  |  |                                       |  |
| Fabrizio Savelli                             |                                       | Maddalena Strozzi                            |                                      |  |  |       |  |  |                                                 |  |  |                                       |  |
|                                              | Camillo Savelli, V signore di Ariccia | Silvio Savelli, IV signore di Ariccia        |                                      |  |  |       |  |  |                                                 |  |  |                                       |  |
|                                              | Camillo Savelli, V signore di Ariccia | Silvio Savelli, IV signore di Ariccia        |                                      |  |  |       |  |  |                                                 |  |  |                                       |  |
|                                              | Camillo Savelli, V signore di Ariccia | Elena dell'Anguillara                        |                                      |  |  |       |  |  |                                                 |  |  |                                       |  |
| Mario Savelli, VI signore di Ariccia         | Camillo Savelli, V signore di Ariccia |                                              |                                      |  |  |       |  |  |                                                 |  |  |                                       |  |
|                                              |                                       | Isabella Orsini                              | Valerio Orsini                       |  |  |       |  |  |                                                 |  |  |                                       |  |
|                                              |                                       | Isabella Orsini                              | Valerio Orsini                       |  |  |       |  |  |                                                 |  |  |                                       |  |
|                                              |                                       | Isabella Orsini                              | Giovanna Maria Eufreducci            |  |  |       |  |  |                                                 |  |  |                                       |  |
| Caterina Savelli di Ariccia                  |                                       | Isabella Orsini                              |                                      |  |  |       |  |  |                                                 |  |  |                                       |  |
|                                              |                                       | Ludovico Savelli, signore di Albano          | Antonello Savelli, signore di Albano |  |  |       |  |  |                                                 |  |  |                                       |  |
|                                              |                                       | Ludovico Savelli, signore di Albano          | Antonello Savelli, signore di Albano |  |  |       |  |  |                                                 |  |  |                                       |  |
|                                              |                                       | Ludovico Savelli, signore di Albano          | Virginia Orsini                      |  |  |       |  |  |                                                 |  |  |                                       |  |
| Artemisia Savelli                            |                                       | Ludovico Savelli, signore di Albano          |                                      |  |  |       |  |  |                                                 |  |  |                                       |  |
|                                              |                                       | Porzia Colonna                               | Camillo Colonna                      |  |  |       |  |  |                                                 |  |  |                                       |  |
|                                              |                                       | Porzia Colonna                               | Camillo Colonna                      |  |  |       |  |  |                                                 |  |  |                                       |  |
|                                              |                                       | Porzia Colonna                               | Vittoria Colonna                     |  |  |       |  |  |                                                 |  |  |                                       |  |
|                                              |                                       | Porzia Colonna                               |                                      |  |  |       |  |  |                                                 |  |  |                                       |  |